# Zubir Said
Este es un nombre malayo; el nombre "Said" es un patronímico, no un apellido. La persona debe ser llamada por su nombre de pila, "Zubir".
Zubir Said (Bukittinggi, Indonesia, 22 de julio de 1907 - Singapur, 16 de noviembre de 1987), también conocido como Zubir Syed, fue un compositor singapurense originario de la zona montañosa de Minangkabau, Indonesia. Fue el compositor del himno nacional de Singapur, "Majulah Singapura" ("Adelante Singapur"). Zubir, músico autodidacta, también trabajó como compositor cinematográfico para Cathay-Keris Film Productions durante más de doce años. Declaró haber escrito cerca de 1.500 canciones, pero menos del 10% de las cuales fueron producidas.
Se ha dicho que Zubir era admirado por muchos como un compositor con una "verdadera alma malaya" ya que sus canciones fueron combinadas con mensajes históricos y hechos malayos. Además, él y sus compatriotas minangkabau provocaron una oleada de conciencia nacional en los años 1950.

## Primeros años

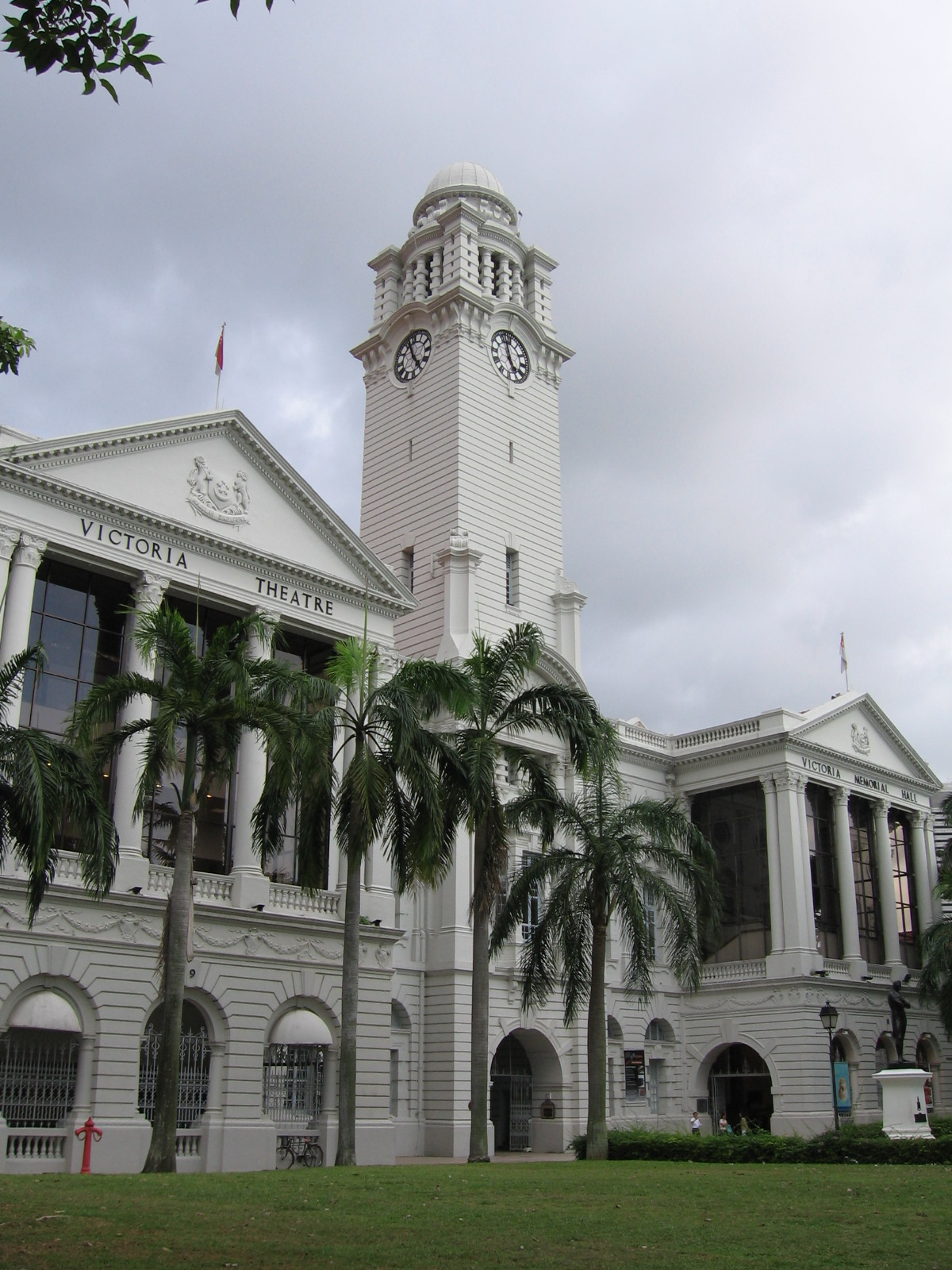
El Teatro y Sala de Conciertos Victoria albergó la primera presentación pública de las composiciones de Zubir Said, incluyendo "Majulah Singapura", el 6 de septiembre de 1958.

Zubir era el mayor de tres hermanos y cinco hermanas; nació el 22 de julio de 1907 en Bukittingi, en la región montañosa de Minangkabau, en Sumatra Occidental (Indonesia). Su madre murió cuando él tenía siete años. Asistió a una escuela neerlandesa pero no mostró interés en los estudios. Su relación con la música comenzó cuando un maestro le inició en el solfeo. Posteriormente, uno de sus compañeros de escuela le enseñó a hacer y tocar una flauta y en preparatoria aprendió a tocar la guitarra y la batería de sus compañeros de estudios y del grupo de kroncong en que estaba envuelto.

## Singapur
En 1928, a la edad de 21, Zubir se mudó a Singapur para tratar de hacer carrera como músico, tomando la sugerencia de un amigo marinero que le había dicho que la isla era un lugar de "luces brillantes, kopi susu (café con leche) y mantequilla." Realizó el viaje en contra de los deseos del líder de su aldea, Mohamad Said bin Sanang, quien creía que la música iba contra la religión. El primer trabajo de Zubir como músico fue en la City Opera, en un bangsawan (grupo malayo de ópera) del que se convertiría en el líder. En 1936, se unió a la compañía musical HMV. En 1938 Zubir se casó en Java con la cantante Tarminah Kario Wikromo; regresaron al pueblo natal de Zubir en 1941, justo antes del comienzo de la Segunda Guerra Mundial. Zubir regresó a Singapur en 1947 y consiguió un trabajó a tiempo parcial como fotógrafo para el periódico Utusan Malaysia, mientras seguía componiendo e interpretando música y canciones. En 1949 obtuvo el puesto de director de orquesta en Malay Film Production y en 1952 se unió a Cathay-Keris Film Productions como compositor cinematográfico y escritor de canciones donde participó en varias películas, incluyendo Sumpah Pontianak (1958) y Chuchu Datuk Merah (1963). En 1957, recibió su primer reconocimiento público cuando sus canciones fueron interpretadas en el Teatro Victoria.

## "Majulah Singapura"
Singapur, entonces una colonia británica, obtuvo su estatus de ciudad a través de una carta real de Jorge VI en 1951. En 1958, el Concejo de la Ciudad de Singapur contrató a Zubir para que compusiera para la ciudad una canción titulada "Majulah Singapura", el cual era el lema que sería exhibido en el Teatro Victoria tras su restauración. La canción fue interpretada por primera vez por el Singapore Chamber Ensemble en el gran final de un concierto en el Teatro Victoria el 6 de septiembre de 1958 para celebrar su reinauguración oficial. Cuando Singapur obtuvo su autonomía en 1959, el Gobierno decidió que era necesario un himno nacional para unir las diferentes razas de Singapur. Se decidió que "Majulah Singapura", que ya era popular, sirviera para este propósito. Luego de algunas modificaciones, la canción fue adoptada por la Asamblea Legislativa el 11 de noviembre de 1959 y el 30 de noviembre la Singapore State Arms and Flag and National Anthem Ordinance (Ordenanza de la Bandera y Escudo Estatal y el Himno Nacional) fue aprobada. Este estatuto regulaba el uso de la bandera y el escudo nacional y la interpretación del himno nacional. "Majulah Singapura" fue presentada a la nación el 3 de diciembre reemplazando el himno colonial "God Save the King" en el lanzamiento de la "Loyalty Week" (Semana de Lealtad). Cuando Singapur obtuvo su independencia de Malasia el 9 de agosto de 1965, "Majulah Singapura" fue adoptado como el himno nacional de la República. En una entrevista en 1984, para resumir su filosofía cuando compuso el himno, Zubir citó el proverbio malayo "Di mana bumi dipijak, di situ langit dijunjung" ("Debes sostener el cielo de la tierra en la que vives").

## Últimos años
En 1962, las canciones de Zubir para la película Dang Anom ganaron un premio en el Noveno Festival de Cine Asiático en Seúl (Corea del Sur). Continuó trabajando para Cathay-Keris Film Productions componiendo música para películas malayas hasta su retiro en 1964.
Zubir también enseñó música y otros artistas musicales lo visitaban frecuentemente para hablar de música y para pedirle consejos. Su hija más joven, la Dr. Rohana Zubir, antigua profesora en la Universiti Malaya (Universidad de Malaya), recalcó cómo el hogar de su familia en Singapur siempre estaba lleno de música. "Él era el corazón de las conversaciones, muy entusiasta y deseoso de compartir perlas de sabiduría para que otros pudieran beneficiarse de su trabajo." Zubir también fue conocido por su generosidad; ayudó a su propia familia en Sumatra así como a otras familias que había "adoptado" en Singapur, enviándoles medicinas y otros objetos necesarios.
Zubir dijo que nunca se había guiado por el dinero. Creía que el dinero era esencial para su supervivencia y la de su familia y lo que ganaba dando lecciones de música y componiendo para el cine era suficiente. Zubir también apreciaba la honestidad en el trabajo y consideraba importante la pureza y originalidad, ya sea en su música, en sus letras o en su estilo. Dejó de componer para Cathay Productions cuando la compañía decidió reducir los costes de producción usando música preexistente como música de fondo en algunas de sus películas.
El 16 de noviembre de 1987, Zubir murió a los 80 años. Fue padre de cuatro hijas y un hijo. A pesar de su legado, Zubir sólo dejó a su muerte 20.000 dólares estadounidenses y su familia sin un lugar donde vivir. En 1990 fue publicado el libro Zubir Said: His Songs, el cual documenta la vida y pasión de Zubir por la música. En 2004, un busto de bronce valorado en 20.000 dólares estadounidenses fue instalado en la Galería 6 del Malay Heritage Centre (Centro de Herencia Malaya), en el cual se honran íconos del arte y cultura malaya.

## Premios
En reconocimiento por sus contribuciones al Estado, Zubir obtuvo el Sijil Kemuliaan (Certificado de Honor) el 16 de marzo de 1963 y la Bintang Bakti Masyarakat (Estrella al Servicio Público) durante el mismo año. En 1971 recibió el Premio Jasawan Seni (Medallón Cultural) entregado por ocho organizaciones culturales malayas y en 1987 ganó el Premio de Comunicaciones y Cultura de la ASEAN. También recibió un Certificado de Reconocimiento de parte de la Amalgamated Union of Public Employees (Unión Combinada de Empleados Públicos, AUPE) por haber compuesto la canción de la organización. En 1995, la Sociedad de Compositores y Autores de Singapur (COMPASS) le otorgó póstumamente el Premio Honorífico.

## Música
Zubir es recordado por componer el himno nacional de Singapur, "Majulah Singapura" ("Onward Singapore"). La letra exhorta a los singapurenses a "progresar juntos hacia la felicidad" ("Sama-sama menuju bahagia") para que sus "nobles aspiraciones traigan éxito a Singapur" ("Cita-cita kita yang mulia / Berjaya Singapura") y para "unirse en un nuevo espíritu" ("Marilah kita bersatu / Dengan semangat yang baru").
En 1956, Zubir envió tres canciones al Gobierno de la Federación de Malaya (más tarde Malasia) para ser evaluados como posibles himnos nacionales. Sin embargo, finalmente fue elegida una canción diferente, "Negara Ku".
Zubir también es recordado por su canción "Semoga Bahagia" ("Pueda usted alcanzar la felicidad"), la cual fue dirigida a estudiantes de primaria, aconsejándoles trabajar duro por su futuro. La composición se ha convertido en la canción del Día del Niño en Singapur y es cantada en las escuelas el 1 de octubre. También es interpretada durante el Festival de la Juventud de Singapur.
Se estima que Zubir escribió cerca de 1.500 canciones, incluyendo aquellas escritas para las películas de Cathay-Keris Film Productions en los años 1950 y 1960. Menos del 10% de esas canciones fueron grabadas. El 22 de agosto de 2007, la familia de Zubir firmó un acuerdo con Universal Music en Malasia para que estos administraran los trabajos de Zubir. Los derechos de autor siguen perteneciendo a la familia. La hija de Zubir, Dr. Rohana dijo que era "tiempo de entregar las canciones para que sean revividas luego de dos décadas de la muerte de mi padre. Espero que sus canciones continúen viviendo en los corazones de jóvenes artistas en Malasia."

## Obras
- Zubir Said (1965). Membacha Musik [Leyendo Música Cinematográfica] (en malayo). Singapur.